# Philipp Bruch
Pour les articles homonymes, voir Bruch.
Philipp Bruch (né le 11 février 1781 à Deux-Ponts; mort le 11 février 1847) est un pharmacien et un bryologiste allemand.

## Biographie
Philipp Bruch est né à Deux-Ponts, dans le Palatinat-Deux-Ponts. Son père était le pharmacien Johann Christian Bruch. Philipp Bruch a d'abord effectué un apprentissage dans une pharmacie avant de poursuivre ses études à Marbourg et à Paris. À l'âge de 21 ans il reprit, après la mort de son père, la pharmacie paternelle à Deux-Ponts. Sa passion pour la botanique l'amena à rencontrer le scientifique Wilhelm Daniel Joseph Koch, qui était en train de rédiger une description de la flore allemande et suisse. Il se consacra particulièrement à l'étude des mousses et collabora avec Wilhelm Philipp Schimper et Wilhelm Theodor Gümbel (de) à la réalisation du traité en 6 volumes Bryologia europaea, une monographie sur les mousses européennes. Nous lui devons une des premières descriptions des mousses du genre Orthotrichum. Le genre Bruchia (en) a été nommé d'après lui.